# Клуб 3000 страйк-аутов

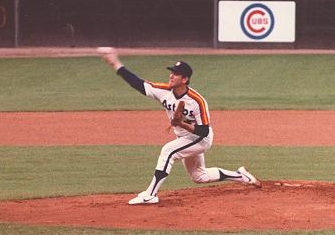
Нолан Райан является лидером Главной лиги бейсбола по страйк-аутам (5714)

В Главной бейсбольной лиге (MLB) клуб 3000 страйк-аутов — это группа из 19 питчеров, которые за свою карьеру выбили 3000 или более отбивающих. Уолтер Джонсон стал первым членом в 1923 году и был единственным, пока Боб Гибсон не присоединился к нему в 1974 году. Последним членом стал Макс Шерцер, присоединившийся 12 сентября 2021 года. В клуб входят три питчера-левши: Си Си Сабатия, Стив Карлтон и Рэнди Джонсон. Джонсон достиг отметки с наименьшим количеством сыгранных игр и подач .
«Миннесота Твинс» была первой из четырёх франшиз, в которой несколько питчеров записали свой 3000-й страйк-аут: Джонсон (тогда франшиза называлась «Вашингтон Сенаторз») в 1923 году и Берт Блайлевен в 1986 году. Другие команды с несколькими членами клуба 3000 страйк-аутов: «Чикаго Кабс» (Фергюсон Дженкинс и Грег Мэддакс), «Нью-Йорк Янкис» (Фил Ниекро и Си Си Сабатия) и «Хьюстон Астрос» (Нолан Райан и Джастин Верландер). Сезар Джеронимо - единственный игрок, которого выбили два питчера в своём 3000-м страйк-ауте: Гибсон в 1974 году и Райан в 1980 году.
Десять питчеров с 3000 страйк-аутами также являются членами клуба 300 побед. Семь членов были включены в сборную столетия МЛБ. Позже фанаты выбрали четырёх из них в качестве стартовых.
Четырнадцать членов клуба 3000 страйк-аутов были избраны в Зал бейсбольной славы. Ближайшими являются Джонсон, Педро Мартинес и Джон Смольц, которых избрали в 2015 году. Ещё трое членов еще не имеют права быть избранными, поскольку они не умерли в течение последних шести месяцев и не вышли на пенсию в течение последних пяти сезонов. Остальные двое, Роджер Клеменс и Курт Шиллинг, впервые появились в бюллетенях голосования на выборах 2013 года и получили около половины от общего числа голосов, необходимых для вступления в должность. Будущие выборы Клеменса считаются неопределенными из-за его предполагаемого употребления допинга.

## Легенда
| Питчер        | Имя питчера                                                      |
| Страйк-ауты   | Количество страйк-аутов за карьеру                               |
| Иннинги       | Количество проведенных иннингов за карьеру                       |
| Дата          | Дата выбитого 3000 страйк-аута                                   |
| Бэттер        | Отбивающий, против которого был выбит 3000 страйк-аут            |
| Команда       | Команда, в которой выступал питчер, когда сделал 3000 страйк-аут |
| Сезоны        | Сезоны в главных лигах                                           |
| dagger        | Выделены игроки, включенные в Бейсбольный Зал славы              |
| double-dagger | Выделены игроки, которые являются действующими                   |

## Члены клуба

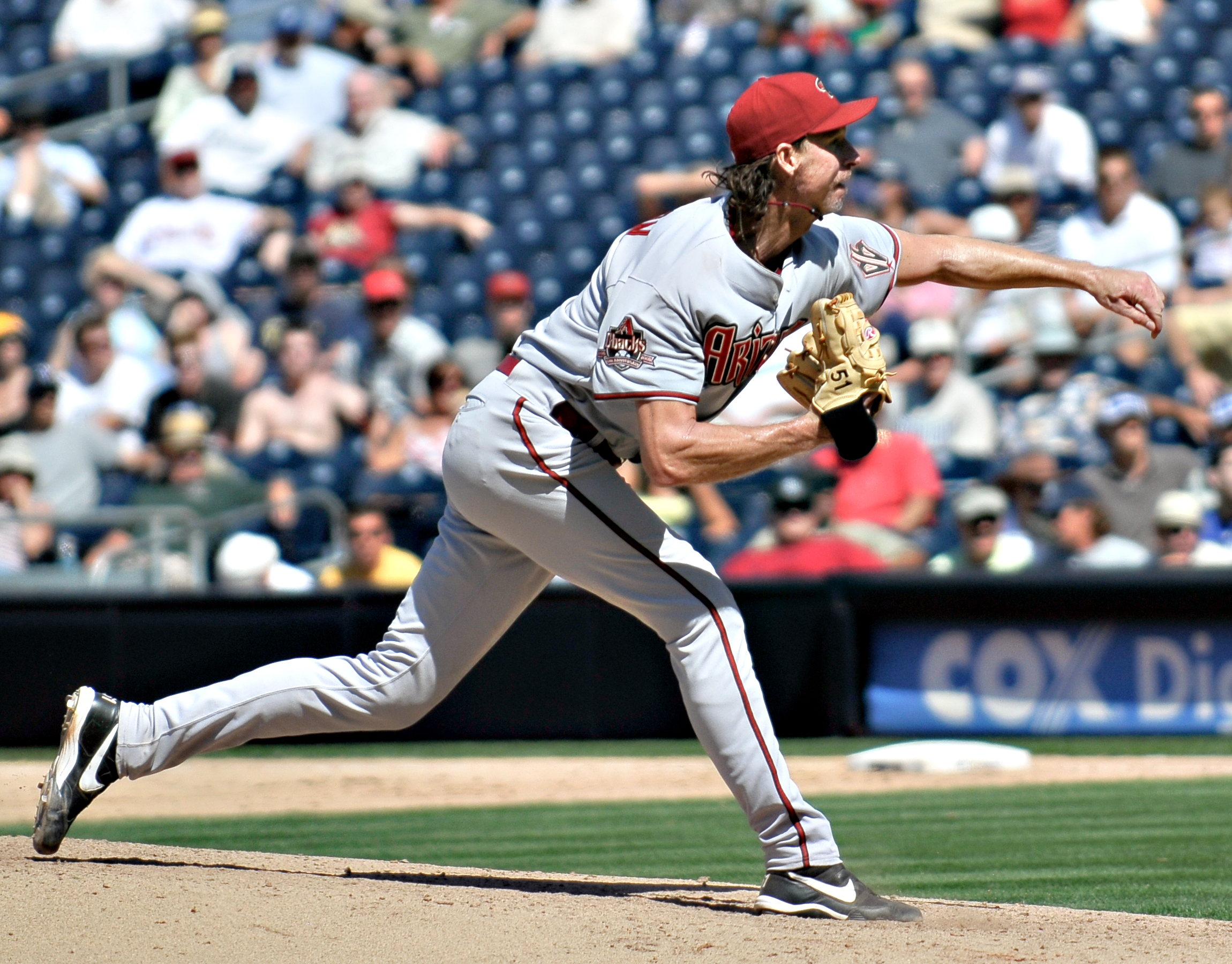
Член Зала славы Рэнди Джонсон, второй по количеству аутов за всю историю, является одним из трех питчеров-левшей с 3000 страйк-аутами.

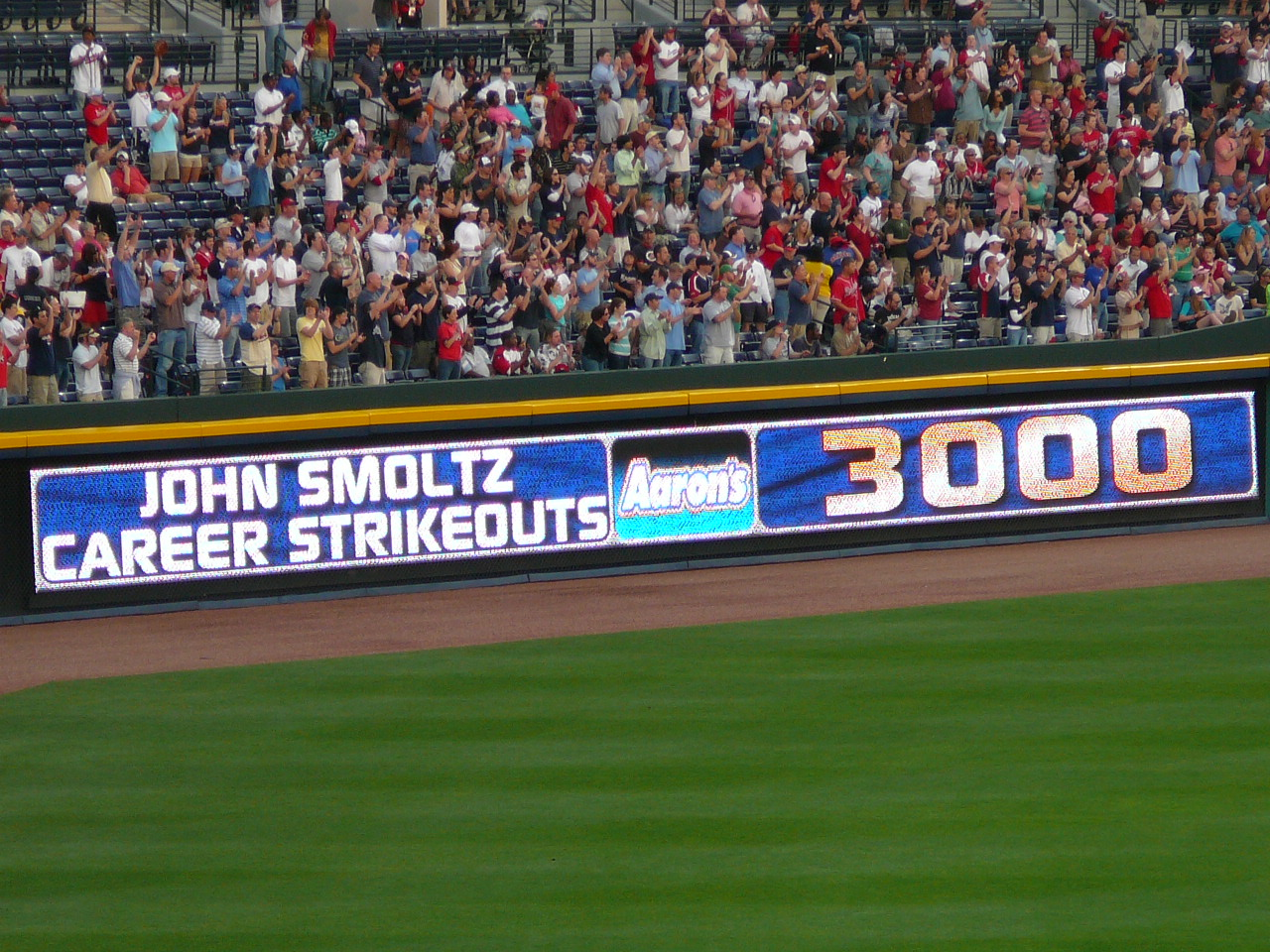
Электронный баннер объявляет о 3000-м страйк-ауте Джона Смольца во время игры в апреле 2008 года.

| Питчер            | Страйк-ауты | Иннинги  | K/IP | Дата             | Бэттер           | Команда              | Сезоны               |
| ----------------- | ----------- | -------- | ---- | ---------------- | ---------------- | -------------------- | -------------------- |
| Нолан Райан       | 5714        | 5386     | 1.06 | 4 июля 1980      | Сезар Джеронимо  | Хьюстон Астрос       | 1966, 1968—1993      |
| Рэнди Джонсон     | 4875        | 4135+1⁄3 | 1.18 | 10 сентября 2000 | Майк Лоуэлл      | Аризона Даймондбэкс  | 1988-2009            |
| Роджер Клеменс    | 4672        | 4916+2⁄3 | 0.95 | 5 июля 1998      | Рэнди Винн       | Торонто Блю Джейс    | 1984-2007            |
| Стив Карлтон      | 4136        | 5217+1⁄3 | 0.79 | 29 апреля 1981   | Тим Уоллах       | Филадельфия Филлис   | 1965-1988            |
| Берт Блайлевен    | 3701        | 4970     | 0.74 | 1 августа 1986   | Майк Дэвис       | Миннесота Твинс      | 1970-1992            |
| Том Сивер         | 3640        | 4782+2⁄3 | 0.76 | 18 апреля 1981   | Кейт Эрнандес    | Цинциннати Редс      | 1967-1986            |
| Дон Саттон        | 3574        | 5282+1⁄3 | 0.68 | 24 июня 1983     | Алан Баннистер   | Милуоки Брюэрс       | 1966-1988            |
| Гэйлорд Перри     | 3534        | 5350+1⁄3 | 0.66 | 1 октября 1978   | Джо Симпсон      | Сан-Диего Падрес     | 1962-1983            |
| Уолтер Джонсон    | 3508        | 5914+2⁄3 | 0.59 | 22 июля 1923     | Стэн Ковелески   | Вашингтон Сенаторз   | 1907-1927            |
| Джастин Верландер | 3377        | 3365+1⁄3 | 1.00 | 28 сентября 2019 | Коул Калхун      | Хьюстон Астрос       | 2005-н. в.           |
| Грег Мэддакс      | 3371        | 5008+1⁄3 | 0.67 | 26 июля 2005     | Омар Визкель     | Чикаго Кабс          | 1986-2008            |
| Макс Шерзер       | 3367        | 2834+2⁄3 | 1.19 | 12 сентября 2021 | Эрик Хосмер      | Лос-Анджелес Доджерс | 2008-н. в.           |
| Фил Ниекро        | 3342        | 5404+1⁄3 | 0.62 | 4 июля 1984      | Ларри Пэрриш     | Нью-Йорк Янкис       | 1964-1987            |
| Фергюсон Дженкинс | 3192        | 4500+2⁄3 | 0.71 | 25 мая 1982      | Гэрри Темплтон   | Чикаго Кабс          | 1965-1983            |
| Педро Мартинес    | 3154        | 2827+1⁄3 | 1.12 | 3 сентября 2007  | Аарон Харанг     | Нью-Йорк Метс        | 1992-2009            |
| Боб Гибсон        | 3117        | 3884+1⁄3 | 0.80 | 17 июля 1974     | Сезар Джеронимо  | Сент-Луис Кардиналс  | 1959-1975            |
| Курт Шиллинг      | 3116        | 3261     | 0.96 | 30 августа 2006  | Ник Свишер       | Бостон Ред Сокс      | 1988-2007            |
| Си Си Сабатия     | 3093        | 3577+1⁄3 | 0.86 | 30 апреля 2019   | Джон Райан Мёрфи | Нью-Йорк Янкис       | 2001-2019            |
| Джон Смольц       | 3084        | 3473     | 0.88 | 22 апреля 2008   | Фелипе Лопес     | Атланта Брэйвз       | 1988-1999, 2001—2009 |